# Université Alma

L'université Alma (kazakh : Халықаралық бизнес академиясы, ХБА, russe : Международная академия бизнеса, МАБ) est un établissement d'enseignement supérieur situé à Almaty au Kazakhstan.

## Filières
L'université offre des filières préparant au baccalauréat universitaire, au MBA et au doctorat en business.
Elle ouvrira une école de management de l'ingénierie en 2017.

### Baccalauréat universitaire
Fondé en 2009, Le collège de l'université Alma prépare des spécialistes en sciences économiques, marketing, management, comptabilité, audit, finance, systèmes d'information et évaluation de l'éducation (en).

### Master
Le département MBA de l'université Alma prepare aux MBA suivants:
- Common Management;
- Innovation-technological management (avec l'université de technologie de Nanyang, Singapour);
- Common and strategic management (avec l'École de gestion de Maastricht, Maastricht).
- Master of Economics and Business (avec la EADA, Barcelone).

### Doctorat
Les filières doctorantes sont menées conjointement par l'université Alma et l'académie russe de l'économie nationale sous la co-présidence de l'académie russe de l'économie nationale et de l'École de gestion de Maastricht.

## Locaux
L'université est installée  dans des bâtiments dont la superficie est de 8 732,1 m2.
Elle dispose aussi d'un centre sportif de 1 024 m2 et d'un restaurant de 190 places.

## Administration

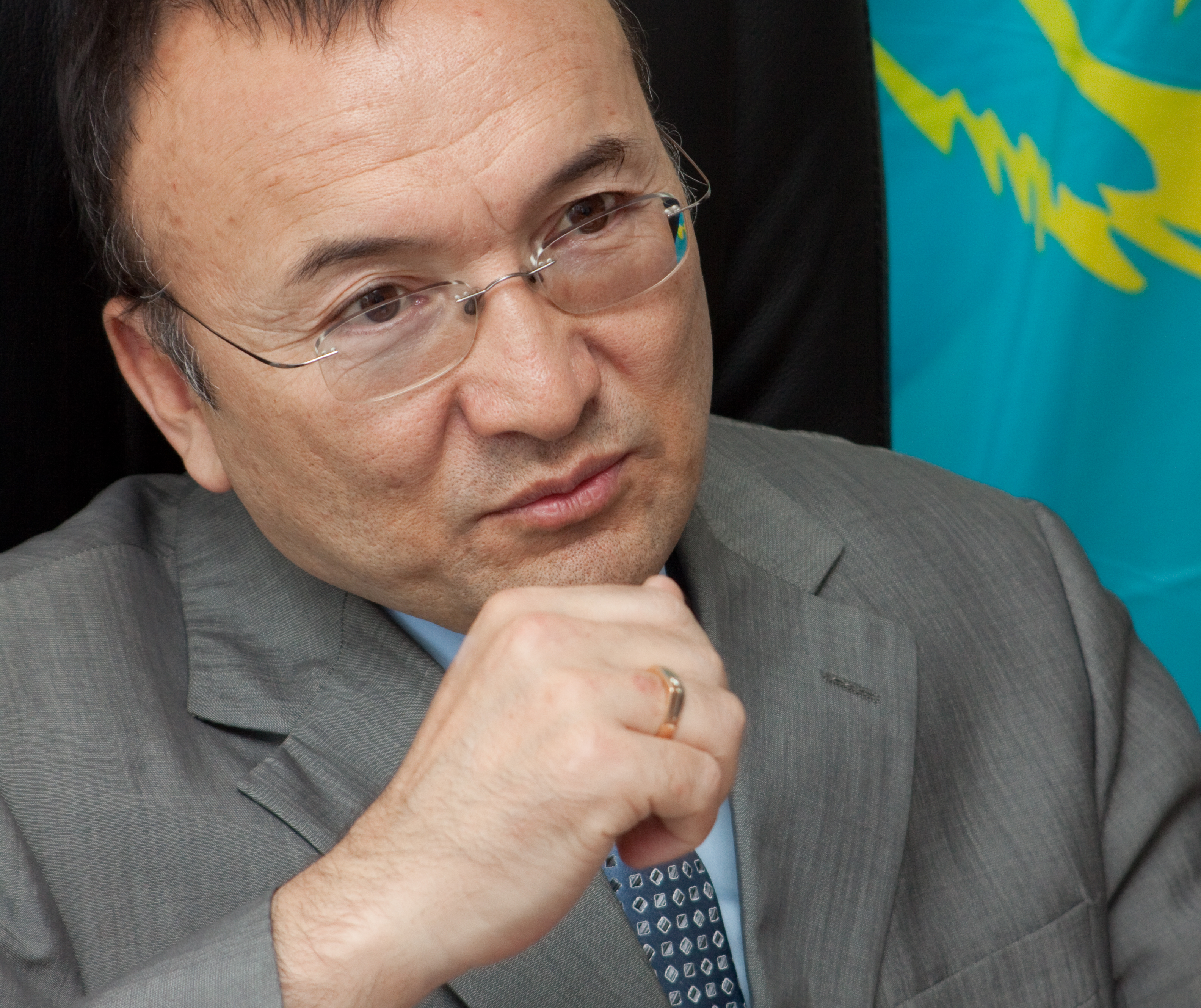
Le président Asylbek Kozhakhmetov.

En 2008, Asylbek Kozhahmetov est nommé président-recteur de l'établissement.
Le Conseil d'administration est établi en décembre 2009,.
Le Conseil consultatif est fondé en 2009.

## Histoire
Fondée en 1988, sous le nom d'école Alma-Ata des cadres, en 1996 elle est renommée Académie internationale du commerce.
En 2014, l'Académie internationale des affaires est renommée Université  de gestion d'Almaty, ou sous forme abrégée université ALMA.

## Galerie

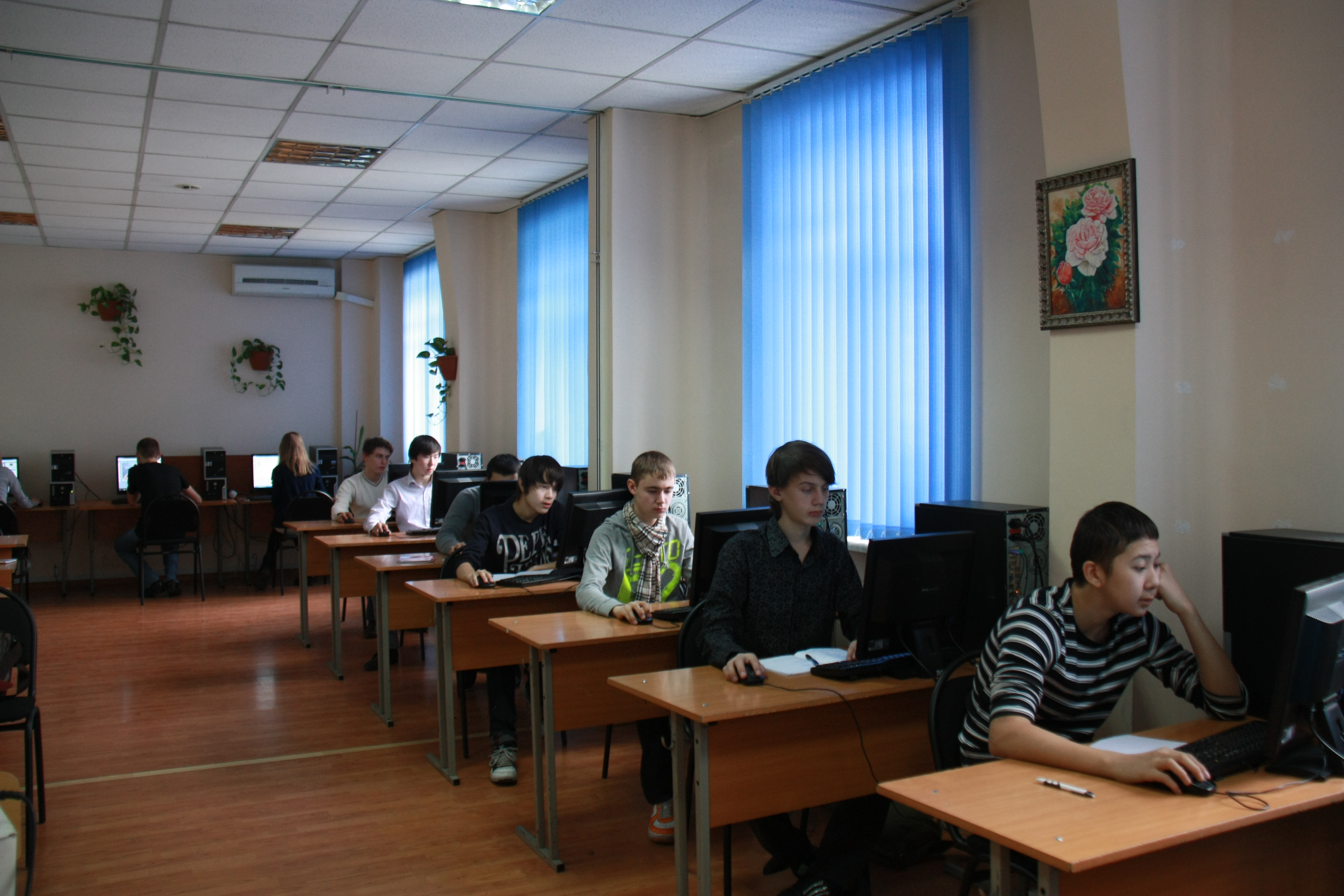
Salle de cours.
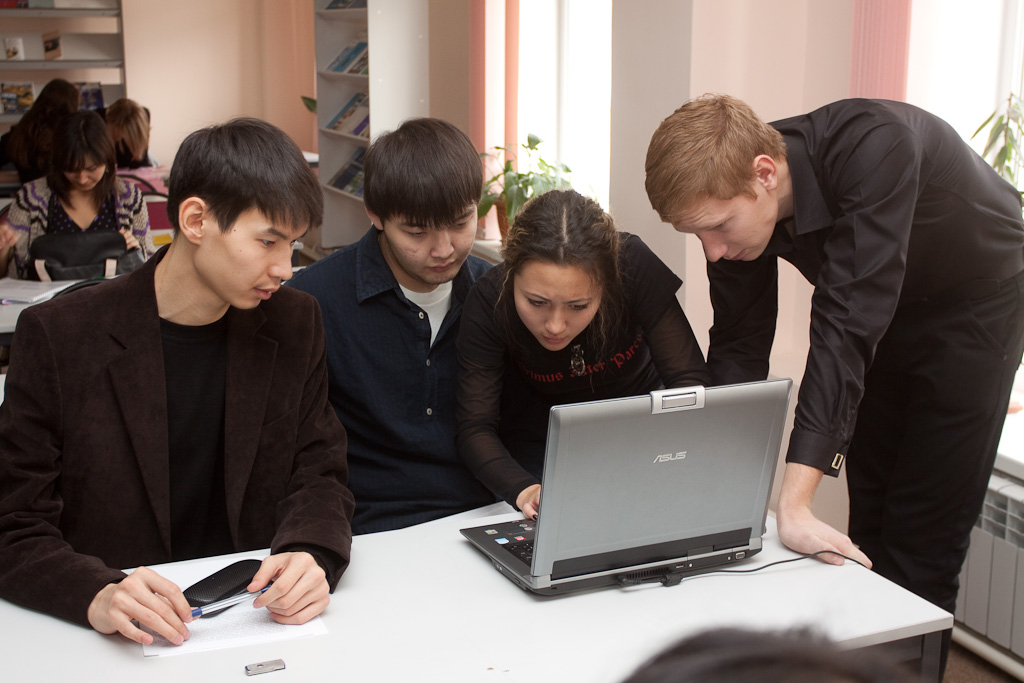
Étudiants du Baccalauréat.
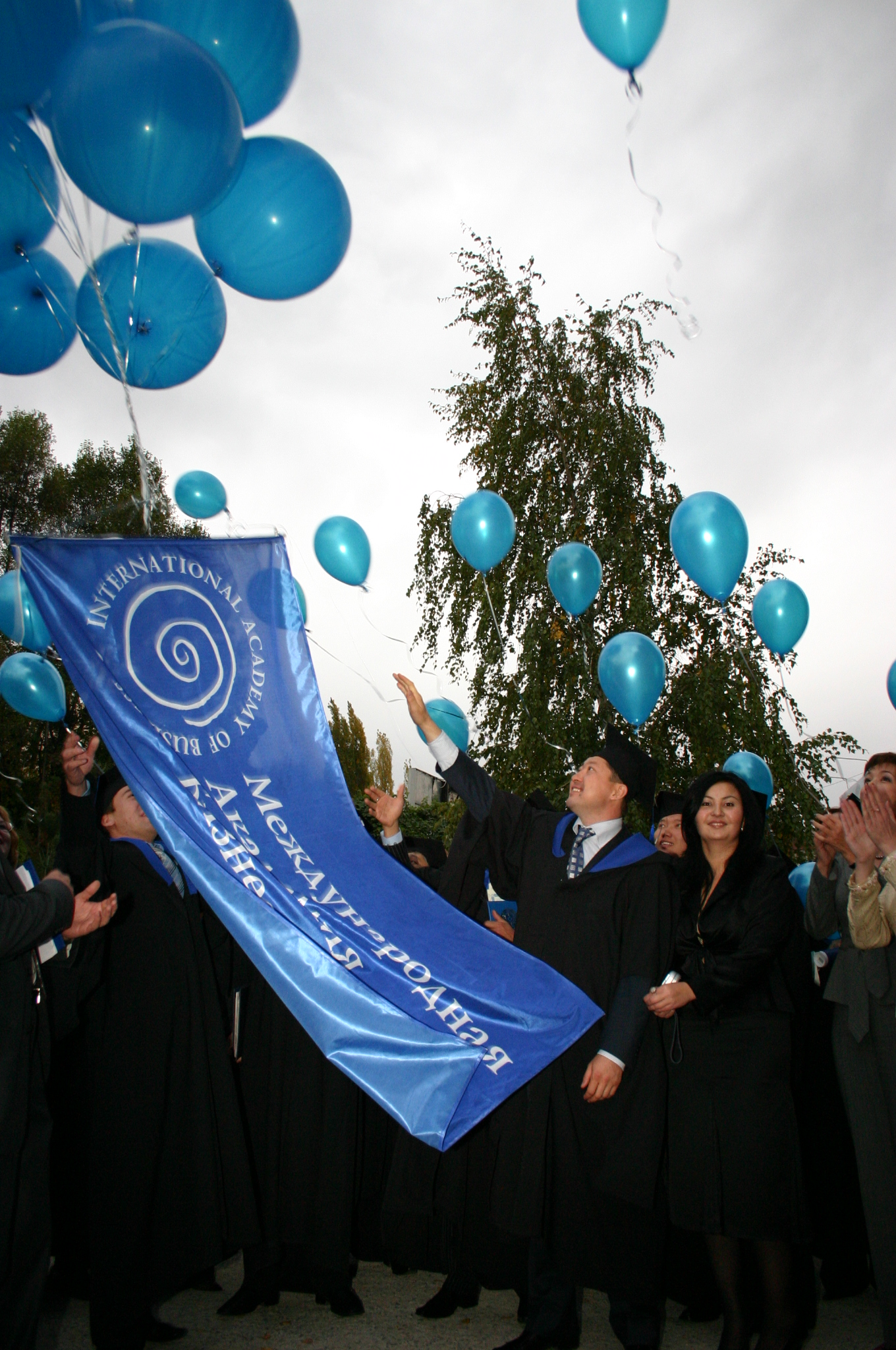
Cérémonie de remise des MBA.
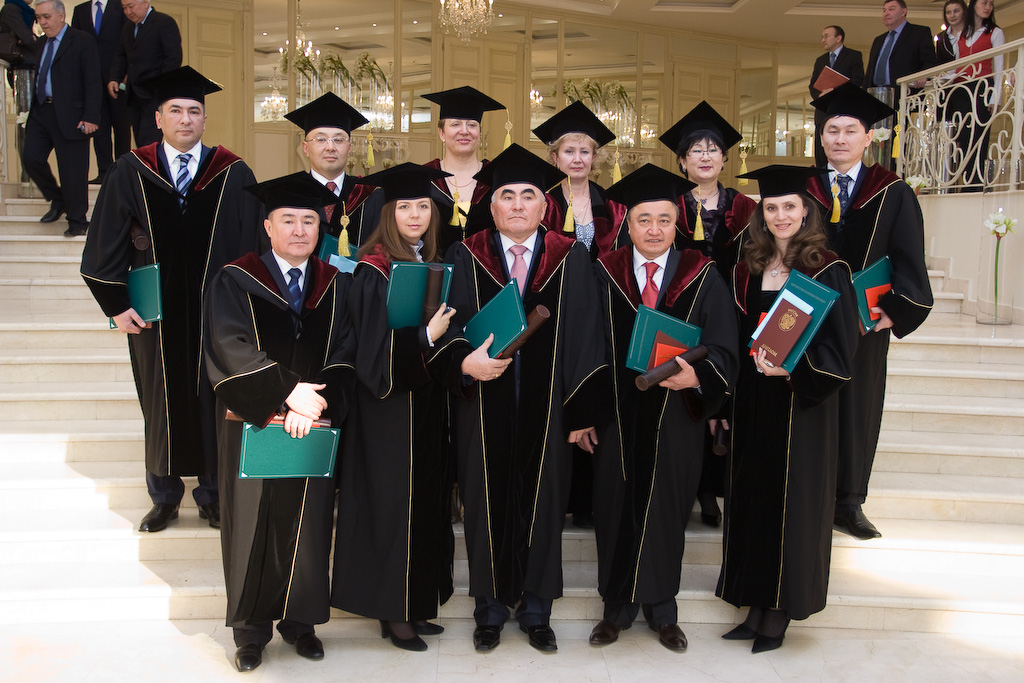
Cérémonie de remise des diplômes de Doctorat.
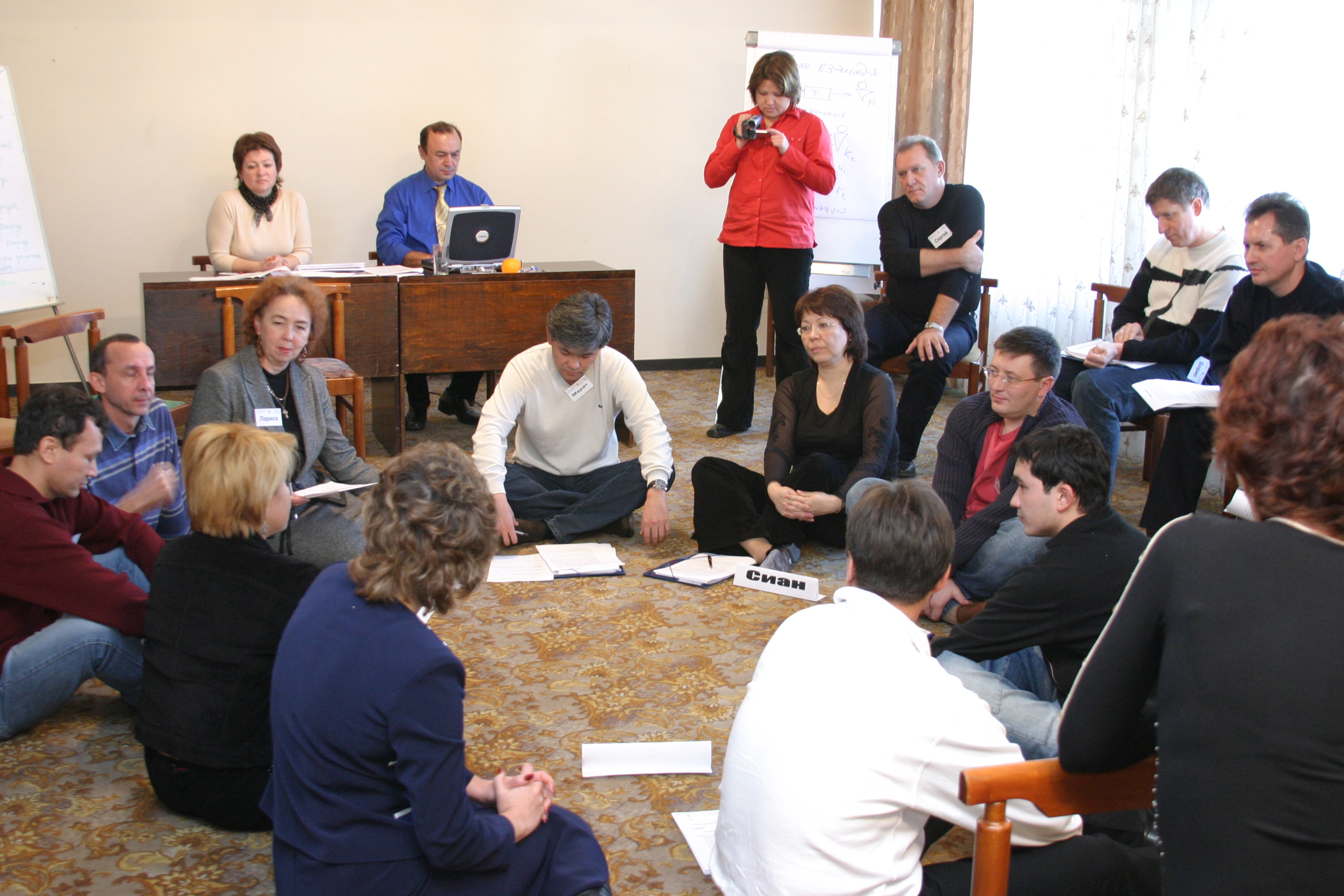
Cours au Centre pour le développement du management.